# Артёмова-Мгебришвили, Людмила Ивановна
Людмила Ивановна Артёмова-Мгебришвили (13 ноября 1948 — 18 мая 2021) — ведущая актриса Тбилисского государственного академического русского драматического театра им. А. С. Грибоедова. Заслуженная артистка Грузинской ССР.

## Биография
Родилась 13 ноября 1948 года в пос. Суворовский (ныне — город Суворов) Тульской области.
В 1970 году окончила Всероссийский государственный университет кинематографии имени С. А. Герасимова (ВГИК), актёрский факультет (мастерская народного артиста СССР Бориса Бабочкина).
С 1971 года — актриса театра им. А. С. Грибоедова.

## Награды
- Медаль Чести (18 октября 1997 года, Грузия)[1]
- Медаль Пушкина (29 января 2016 года, Россия) — за большой вклад в укрепление дружбы и сотрудничества с Российской Федерацией, развитие торгово-экономических и научных связей, сохранение и популяризацию русского языка и культуры за рубежом[2]
- Заслуженная артистка Грузинской ССР

## Роли в театре
- Таня — «Дорога цветов» В. Катаева (реж. П. Фоменко)
- Невеста — «Точка зрения» В. Шукшина (реж. А. Товстоногов)
- Клементина — «Забыть Герострата» Г. Горина (реж. А. Товстоногов)
- Гермия — «Сон в летнюю ночь» У. Шекспира (реж. А. Товстоногов)
- Даниэль — «Двери хлопают» М. Фермо (реж. Г. Чакветадзе и Г. Жордания)
- Ольга — «Сестры» Л. Разумовской (реж. Г. Чакветадзе и Г. Жордания)
- Фрэн — «Ключ» Н. Саймона (реж. Г. Черкезишвили)
- Вивиан Буасьер — «Будьте здоровы» П. Шено (реж. Л. Джаши)
- Губернаторша — «Принц-горбун» Ф. Кони (реж. Л.Джаши)
- Екатерина Ивановна — «Женщина» Л. Андреева (реж. Г. Кавтарадзе)
- Шарлотта — «Вишневый сад» А. Чехова (реж. Г. Кавтарадзе)
- Раневская — «Вишневый сад» А.Чехова (реж. Г. Кавтарадзе)
- Тамара — «Яма» А. Куприна (реж. Г. Кавтарадзе)
- Александра Федоровна — «Распутин» М. Лашер (реж. Г. Кавтарадзе)
- Эльмира — «Тартюф» Ж..- Б. Мольера (реж. А. Джакели)
- Г-жа Ракен — «Тереза Ракен» Э. Золя (реж. А. Варсимашвили)
- Жена («Жизнь с идиотом» В. Ерофеева) — «Russian блюз» (инсценировка произведений русских писателей и режиссура А. Варсимашвили)
- Сваха («Хороший конец») — «Жизнь прекрасна» (инсценировка произведений А. Чехова и режиссура А. Варсимашвили)
- Королева — «Принцесса и свинопас» Г.-Х. Андерсена (автор пьесы и режиссёр А. Енукидзе)
- Кабато — «Ханума» А.Цагарели, Г.Канчели (реж. А. Варсимашвили)
- Нина Чавчавадзе — «Сны о Грузии» (спектакль А. Варсимашвили по русской поэзии XIX—XX веков)
- Тамара — «Пять вечеров» А.Володина (реж. Г. Шалуташвили)
- Мать — «Я, Булат Окуджава» (спектакль А. Варсимашвили по мотивам романа «Упраздненный театр»)
- Наташа — «Мастер и Маргарита» М. Булгакова (автор инсценировки и режиссёр А.Варсимашвили)
- Графиня Вишня — «Чиполлино» Дж. Родари (реж. Г. Тодадзе)
- Мать Емели — «Емелино счастье» (по мотивам русских народных сказок, реж. Г.Тодадзе)
- Марья Степановна, мать Акулины — «Достоевский. ru» (спектакль А. Енукидзе по мотивам романа Ф. Достоевского «Записки из Мертвого дома»)
- Чёрная Баронесса — «Рождественская сказка» (реж. В. Николава)
- Миссис Кларк — «Карьера Артуро Уи» Б. Брехта (реж. В. Николава)
- Юдифь — «Гетто» Дж. Собола (реж. А. Варсимашвили)
- Арина Пантелеймоновна — «Женитьба» Н. Гоголя (реж. А. Варсимашвили)
- Вязопуриха — «Холстомер. История лошади» по повести Л. Толстого (реж. А. Варсимашвили)
- Полусумасшедшая барыня — «Гроза» А. Островского (реж. В. Николава)
- Время — «Зимняя сказка» У. Шекспира (реж. В. Николава)

## Личная жизнь
Супруг — Александр Мгебришвили, кинооператор, продюсер. Оператор-постановщик художественных фильмов «Мелодии Верийского квартала», «Нуца», «Приди в долину винограда», «Белые камни» и др. Скончался в 2010 году.
Сын — Давид Мгебришвили, режиссёр, художественный руководитель Потийского государственного драматического театра им. В. Гуния.